# Экстаз (фильм)
«Экстаз» (чеш. Extase, нем. Extase) — чехословацко-австрийский чёрно-белый художественный фильм, снятый режиссёром Густавом Махаты в 1933 году.
Мировую известность фильм «Экстаз» получил как первая кинолента в истории художественного полнометражного кино, содержащая эротическую сцену с обнажённым женским телом: в ней героиня на протяжении 10 минут купается в лесном озере. Фильм осудил в том числе папа римский Пий XII. Картина была запрещена к показу в ряде стран и выпущена в прокат лишь через несколько лет с цензурными купюрами. В частности, в Германии Гитлер разрешил выпустить её на экраны в сокращённой цензурой версии под названием «Симфония любви» только в январе 1935 года. В большинстве лент, демонстрировавшихся в США и Европе, сцены с обнажённой актрисой были вырезаны.
Фильм вошёл в десятку самых известных фильмов Чехословакии довоенного периода.

## Сюжет
Ева выходит замуж за богатого старика, который холоден в отношениях с молодой женой. Супружеская жизнь в семье не складывается, старик-муж и молодая жена не могут найти общий язык. Ева несчастна и решает оставить мужа и вернуться в дом отца. Однажды во время прогулки на лесное озеро, она встречает молодого человека, инженера. В ней вспыхивает новое чувство и вскоре они становятся любовниками. Их отношения заканчиваются после самоубийства её мужа.

## В ролях
- Хеди Ламарр — Ева Герман
- Ариберт Мор — Адам
- Звонимир Рогоз — Эмиль Герман, муж Евы
- Леопольд Крамер — отец Евы
- Карел Мах-Куча — адвокат
- Иржина Стеймарова — стенографистка
- Йиржина Штепничкова

## Интересно
В 1933 году Хеди Ламарр, сыгравшая главную роль в фильме «Экстаз», вышла замуж за фабриканта оружия, австрийского миллионера Фрица Мандля. Мандль безуспешно пытался выкупить все копии фильма «Экстаз» из венского проката, однако оригинал фильма ему не достался. Съёмки в фильме «Экстаз» открыли дорогу Хеди Ламарр в Голливуд.

## Награды
- Фильм был участником 2-го Венецианского кинофестиваля (1934) и отмечен Кубком города Венеция за лучшую режиссуру.